# Londoner Konferenz (1959)
Auf der Londoner Konferenz vom 17. bis 19. Februar 1959 war die Situation auf der Mittelmeerinsel Zypern Gegenstand von Verhandlungen zwischen Großbritannien, Griechenland und der Türkei. Man einigte sich darauf, Zypern in einem Jahr in die Unabhängigkeit zu entlassen und legte die Grundzüge einer Verfassung für den neuen Staat fest.